# Винер-Хинчинова теорема
Винер-Хинчинова теорема је теорема у статистичкој механици по којој се аутокорелациона функција стохастичких процеса може представити Фуријеовом трансформацијом у спектру снаге. Теорема важи код свих стохастичких процеса који задовољавају услов да је њихов први кумулативни момент инваријантан на временске транслације.
Теорема је названа по математичарима Норберту Винеру који ју је доказао у детерминистичком случају 1930. године и Александру Хинчину који је теорему проширио и доказао за стохастичке процесе 1934. године. Теорема се у литератури проналази и под називима Винер-Хинчинова-Ајнштајнова или Хинчин-Колмогорова теорема.

## Формулација
Ако је стохастички процес стационаран у ширем смислу, што обухвата све стохастичке процесе чији је први кумулативни момент односно статистчка очекивана вредност инваријантна на временске транслације:
{\displaystyle \operatorname {E} {\big [}\,x(t)\,{\big ]}=\operatorname {E} {\big [}\,x(t-\tau )\,{\big ]}\quad \forall \tau \in \mathbf {R} },
тада аутокорелациона функција:
{\displaystyle C(\tau )=\operatorname {E} {\big [}\,x(t)x^{*}(t-\tau )\,{\big ]}\ =\lim _{T\to \infty }{\frac {1}{T}}\int _{0}^{T}dt\;x(t)x^{*}(t-\tau )}
има коначну вредност за сваку вредност {\displaystyle \tau } и тада постоји монотона функција {\displaystyle F(\omega )} y спектру снаге тако да се аутокорелациона функција може представити у спектралном домену:
{\displaystyle C(\tau )=\operatorname {E} {\big [}\,x(t)x^{*}(t-\tau )\,{\big ]}\ =\int _{-\infty }^{\infty }e^{2\pi i\omega \tau }dF(\omega )}
Ако се спектар снаге дефинише као:
{\displaystyle S(\omega )=\lim _{T\to \infty }{\frac {1}{2\pi T}}|x(\omega )|^{2},}
корелациона функција се може изразити преко њега као:
{\displaystyle C(\tau )=\int _{-\infty }^{\infty }e^{i\omega \tau }S(\omega )d\omega .}